# Hans Pape (Maler)
August Rudolf Hans Pape (* 1. Oktober 1894 in Hamburg; † 30. Dezember 1970 in Münster) war ein deutscher freischaffender Künstler, Kunsthandwerker, Auftragsmaler, Grafiker und Hochschullehrer. Er war Mitglied der Freien Künstlergemeinschaft Schanze.

## Leben und Wirken
Hans Pape erhielt seinen ersten Zeichenunterricht in den beiden letzten Gewerbeschuljahren in Hamburg. Nach einer längeren Zeitspanne, die er mit praktischen Übungen verbrachte, begann er eine Ausbildung an der Hochschule für bildende Künste Hamburg bei Anton Kling. Mit Beginn des Ersten Weltkrieges 1914 musste er an die Westfront und gegen Ende des Krieges wurde er schwer verwundet in einem Lazarettzug von Lille nach München transportiert. Nach seiner Genesung blieb er in München und besuchte die dortige Kunstgewerbeschule, an der ihn Julius Diez unterrichtete. Später schloss er noch Lehreinheiten bei Peter von Halm und Adolf Schinnerer an der Akademie an. 1920 konnte Pape seine ersten Holzschnittfolgen an den ortsansässigen Georg Müller Verlag verkaufen. Diese illustrieren eine Ausgabe von Kleists Michael Kohlhaas, Logans Sinngedichten und Giovanni Fiorentinos Pecorone. Die erstgenannten Bücher erschienen noch 1920, letzterer Titel 1921. Insgesamt war er fünf Jahre in München künstlerisch aktiv und versorgte dabei insbesondere die um die Wiederbelebung der Holzschnitt-Illustrationstechnik bemühten Verlage Georg Müller und Eugen Diederichs (Jena). Aber er fertigte auch Auftragsarbeiten an für Gerhard Stalling (Oldenburg), Drei Masken Verlag (Berlin), Oldenbourg Verlag (München) und Greifenverlag (Rudolstadt). Im Herbst 1925 rief man ihn zwecks Aufbaus einer Grafikklasse nach Münster/Westfalen.
Somit war er von 1925 bis 1960 Professor der Fachklasse für Buchgewerbe und Gebrauchsgrafik im Fachbereich Design der Werkkunstschule Münster und ging – trotz geringerer Zeit für eigene Arbeiten – in seiner Funktion als Ausbilder des Nachwuchses auf. Einer seiner Schüler war Waldemar Mallek. Ab 1925 war er Mitglied der Freien Künstlergemeinschaft Schanze.
In der Zeit des Nationalsozialismus war Pape Mitglied der Reichskammer der bildenden Künste. Für diese Zeit ist seine Teilnahme an zwölf großen Ausstellungen sicher belegt, darunter 1940 in Münster an der Ausstellung Maler sehen den Krieg. 1937 wurden im Rahmen der deutschlandweiten konzertierten Aktion „Entartete Kunst“ aus öffentlichen Sammlungen drei seiner Arbeiten, die nicht dem Kunstkanon des Nationalsozialismus entsprachen, beschlagnahmt und vernichtet.
Neben Buchillustrationen (Umschläge und Vignetten inbegriffen) kreierte Hans Pape auch Zeitschriftenköpfe, Stempel, Verbrauchsgüteretiketten (Wein, Schnaps usw.), Wappen, Exlibris, Mitgliedsausweise, und Gruß- sowie Informationskarten.
Die Feinheit seiner Ausführungen werde in seinen Holzschnittinitialien deutlich, schrieb Eberhard Hölscher, denn in dem engen Raum von 14 Quadratzentimetern habe er eine Fülle von Vorgängen und Details untergebracht. Hier habe sich sein „episches Talent“ entfaltet. Hölscher sah in dieser Ausführungsart eine entfernte Verwandtschaft zu den ähnlich sorgfältigen und gemütvollen Schöpfungen Ludwig Richters.

## Zitat über Pape
„Seine strenge, bisweilen harte Sachlichkeit, durchsetzt und gemildert durch einen kräftigen, leicht verschmitzten Humor, der ihm innewohnende Zug nach Klarheit und Ordnung, die Geschlossenheit und Ruhe seiner künstlerischen Formensprache, lassen unschwer in ihm den Norddeutschen und die tiefe Verbundenheit und den inneren Zusammenhang mit dem Heimatboden erkennen.“

## 1937 als „entartet“ nachweislich aus öffentlichen Sammlungen beschlagnahmte und zerstörte Werke
- Spanische Landschaft (1929, Aquarell; Landesmuseum Münster)
- Häuser an der Hammer Straße (1930, Aquarell; Landesmuseum Münster)
- Saarburg (Aquarell, Vestisches Museum Recklinghausen)

## Bilder
Bildwerke aus dem Museum Catharijneconvent in Utrecht.